# エレジー (フォーレ)
エレジー ハ短調 作品24 は、ガブリエル・フォーレが1880年に作曲したチェロ独奏とピアノのための楽曲。1890年に指揮者エドゥアール・コロンヌの要請によってオーケストレーションを施された管弦楽伴奏版も存在する。

## 概要

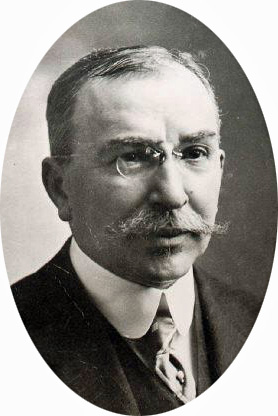
オリジナル版の初演を演奏したチェリストのジュール・レーブ（1852-1933）

本作は、ピアノ四重奏曲第1番が完成した後に着手したものの、完成されなかったチェロソナタのために緩徐楽章として構想された。
オリジナル版は1883年に出版されており、初演はチェリストのジュール・レープ（Jules Loeb）によって行われ、同氏に献呈されている。
管弦楽伴奏版は1901年に出版され、チェリストのパブロ・カザルスとフォーレ自身の指揮によって初演された。

## 楽器編成（管弦楽伴奏版）
フルート2、オーボエ2、クラリネット2、バスーン2、ホルン4、チェロ独奏、弦楽合奏。

## 構成
ハ短調、モルト・アダージョ、三部形式。
物悲しく厳粛な開始と、恋の絶望を象徴する濃密で早足の楽節によるクライマックスとが際立っている。